# Libro de los doce sabios

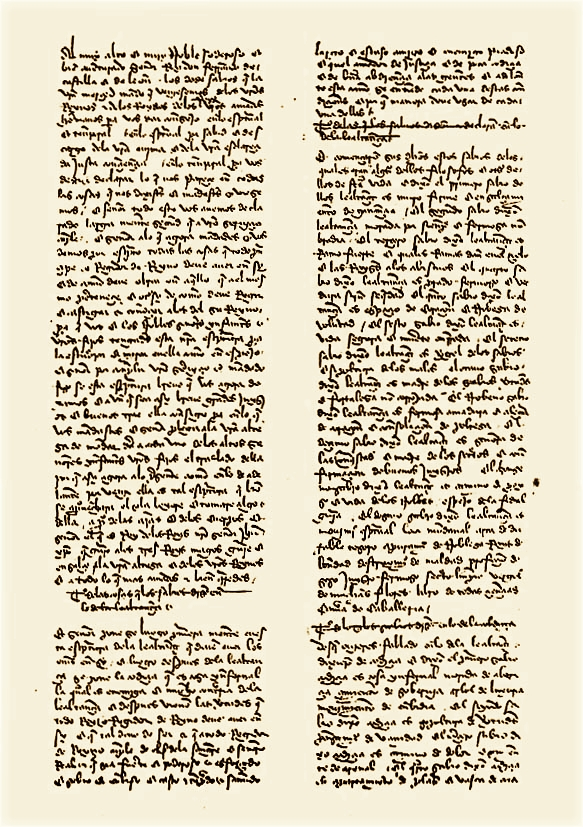
Libro de los doze sabios (h. 1237).

El Libro de los doce sabios o Tratado de la nobleza y lealtad (en castellano antiguo original El libro de los doze sabios o Tractado de la nobleza y lealtad) es una de las primeras obras de la prosa didáctica de la literatura medieval española.
El libro es un tratado de «educación de príncipes» mandado componer, al parecer, por iniciativa de Fernando III el Santo hacia 1237 (según se nos cuenta en el Libro...) y al que se le añadió un prólogo en 1255, al comienzo del reinado de Alfonso X el Sabio. En cualquier caso el cuerpo de la obra data del segundo cuarto del siglo XIII y reúne dos tipos de materiales: un marco de tipo oriental, en el que un conjunto de sabios reunidos elaboran unos conocimientos de tipo doctrinal, con destino a los infantes del rey Fernando, extrayendo un speculum principis (espejo de príncipes) de carácter moral; y una serie de sentencias expresadas por estos doce sabios que conforman un tratado sapiencial o gnómico, emparentado con las Flores de filosofía, el Bonium o Bocados de oro y el Poridat de poridades.
El libro de los Doze Sabios -rótulo que utilizó José Amador de los Ríos en 1863 para referirse al Tratado de la nobleza y lealtad- es uno de los primeros textos, con un carácter didáctico moral, de indiscutible interés filosófico y escrito a mediados del siglo XIII, preparada para la instrucción de un joven príncipe o rey, escrita en español. Es una extraña producción sapiencial, muy difícil de atrapar en los significados que la contribuyen, dada la compleja estructura que la conforma. Es una obra que apenas ha recibido por parte de la crítica y que, además, ha suscrito interpretaciones si no contradictorias, si al menos irreconciliables en los aspectos estudiados: fecha de composición, marco creador, promotor de la obra, valor de su organización fórmula

## Autoría
Fue encargado hacia 1237 por Fernando III el Santo, rey de Castilla (1217-1252) y de León (desde 1230) y se le añadió un epílogo hacia 1255, en los primeros años del reinado de su hijo, Alfonso X el Sabio (1252-1284). Este libro fue mencionado y editado por primera vez por Fray Luis de Pineda y la primera edición de este libro data de 1502. Esta edición está enriquecida con dos grabados en madera, el primero que representa una habitación rica, de estilo gótico, a un monarca en el trono con su cetro en la mano y a un sabio que presenta un libro. Y un segundo que son dos de los personajes que presentan al monarca, quizás dos de los nuevos sabios que don Alfonso mandó llamar en sustitución de los dos que habían muerto después del consejo celebrando por su padre. Están localizados seis manuscritos con el texto de esta obra que transmiten el texto de esta obra (el manuscrito de Oviedo, encontrado a finales del siglo XIV, el sexto de estos, no aparece nunca mencionado en la bibliografía, permaneciendo “desconocido” hasta ahora). Los otros cinco manuscritos se encuentran ahora: tres en la Biblioteca Nacional en Madrid, otro en la Biblioteca del Monasterio del Escorial, y el ya mencionado de la Menéndez Pelayo en Santander. Los manuscritos ahora conocidos son los siguientes, ordenados de más antiguos a más modernos (mantenemos la letra con la que son designados los cinco conocidos por Walsh y llamamos O al “nuevo”):
| XIV-XV | O |  | Ms de la Universidad de Oviedo            |
| XIV-XV | B |  | Ms 12.733 de la Biblioteca Nacional       |
| XIV-XV | E |  | Ms &.II.8 de la Biblioteca de El Escorial |
| XVI    | M |  | Ms 77 de la Biblioteca Menéndez Pelayo    |
| XVIII  | C |  | Ms 9.934 de la Biblioteca Nacional        |
| XVIII  | D |  | Ms 18.653 de la Biblioteca Nacional       |
|        |   |  |                                           |

El texto fue impreso por Diego de Gumiel, en Valladolid. Volvió a ser impresión en 18oo incorporados a las “Memorias para la vida del Santo Rey Fernando III”, entonces publicadas, que habrían sido dispuestas por Juan Lucas Cortés (1624-1701) aunque suelen ser atribuidas al jesuita Andrés Marcos Burriel (1719-1762)  y recientemente ha sido objeto de estudio y edición crítica, realizada naturalmente por un extranjero, John K. Walsh.

## Estructura
Los simbólicos doce sabios sirven para transmitir una moral doctrinal referida al gobierno del reino y sus virtudes. En casi todas las obras de Alfonso X aparece el mismo marco narrativo: una junta de filósofos o de sabios que comienzan a rivalizar en agudeza a la hora de emitir sus dichos o sentencias. El aspecto más original de esta obra y lo que la distingue del resto es la aparición de nuevas figuras, que rompen los esquemas en comparación con otras recopilaciones de dichos. 
Esta obra no está compuesta para la educación de príncipe, ya que su objetivo no es otro que adjudicar a Fernando III la configuración de una ideología política, basada en una estructura caballeresca y religiosa, en un momento en el que hay que mostrar a Alfonso X como garante de esa orden porque la nobleza empieza a dar señas de disconformidad con la autoridad real. 
Está visto como una obra que pudo haberse compuesto en dos momentos distintos, sin embargo, no tiene por qué ser así. La aparición de Fernando III como primer convocante de la junta de sabios no tiene otro fin que el de permitir un ámbito de ficción bajo el que se quiere amparar la imagen de ese otro rey, Alfonso, que es el que está sometido a las presiones de discrepancia de la nobleza. 
La obra trata como Alfonso X quiere conseguir su único propósito, que se cumpla la ideología de su padre (capítulos 1-20), convocando nuevamente a los sabios dónde escucha sus consejos (capítulos 21-65). El punto de inflexión de Alfonso X en esta obra fue la batalla que dio por él Nuño González de Lara en Lebrija. Se da mucho valor al segundo bloque (dónde se cuentan todos los consejos) debido a su irregularidad.

## Argumento
En este libro se advierten sobre los planes y programas propios que animaban el proyecto político de Castilla. El mismo proyecto, que una vez culminada la Reconquista de 1492, traslada su tarea hispánica al Nuevo Mundo americano que España acaba de descubrir. Este ofrece también abundantes consejos sobre cómo disponer de las guerras y las conquistas, pero no para realizar ni establecer colonias en otros territorios, o someterlos, sino para que con estas guerras y conquistas puedan reapropiarse de los territorios peninsulares. Algunos ejemplos de esto son, en el capítulo XXVII: «Que habla de cómo el rey debe catar primero los fines de sus guerras y ordenar bien sus fechos», el capítulo XXIX: «De las gentes que el rey no debe de llevar a las sus guerras» («Otrosí no cumple llevar a la guerra en la tu merced gentes y compañías ricas ni codiciosas, y que no son para tomar armas ni usar dellas, y que su intención es más de mercaduría que de alcanzar honra y prez») o el capítulo xxxv:
«En que el rey ordene porque el sueldo sea bien pagado a sus campañas. Otrosí, ordena tu hacienda de guisa que el sueldo sea bien pagado a las tus compañas, y antes lleva diez bien pagados que veinte mal pagados que más harás con ellos. Y defiendo y manda que no sean osados de tomar ninguna cosa en los lugares por do pasaren sin grado de sus dueños, dándosela por sus dineros. Y cualquier que la tomare, que haya pena corporal y pecuniario. Y en el primero sea puesto escarmiento tal, porque otros no se atrevan. Y con esto la tierra no encarecerá y rpdp andará llano y bien a servicio de Dios y tuyo. Y de otra guisa todo se robaría y la tierra perecería, que la buena ordenanza trae durabledad en los hechos.»

El libro de los doce sabios inicia, además, esa fecunda tradición española de tratados destinados a definir y procurar alcanzar la percepción del rey, del príncipe o regidor público. Este libro de los doce sabios no solo representa uno de los primeros monumentos escritos en español, sino que demuestra el grado de abstracción alcanzado por quienes ya concebían el mundo desde la lengua española, las ideas nada “vulgares” que ordenaban los razonamientos de quienes aquello escribían y leían, y la naturaleza de los asuntos tratados, tan solo propios y pertinentes en lengua nueva que, en muy pocas décadas, ya se había impuesto otras lenguas vulgares igualmente nuevas, pues solo la lengua vinculada a un proyecto político en victoriosa expansión, que no se reducía al ámbito de la aldeano de la comarca, podía acabar imperando.  

## Prólogo y epílogo
Observando las indicaciones del prólogo, el texto parece ser un “regimiento de príncipes” donde se reúnen a doce sabios para componer un tratado de sabiduría que pudiera usarse para enseñar a los infantes. Esto es lo que se desprende de las palabras dichas por el rey recogidas por los sabios:
Al muy alto y muy noble, poderoso e bienaventurado señor rey don Fernando de Castilla e de León. Los doze sabios que la vuestra merced mandó que veniésemos de los vuestros reinos e consejo en lo espiritual e temporal (...) E señor, todo esto vos habemos declarado largamente segund que a vuestro serviçio cunple. E señor, a lo que agora mandades que vos demos por escripto todas las cosas que todo príncipe e regidor de reino deve aver en sí, e de cómo deve obrar en aquello que a él mesmo perteneçe. E otrosí de cómo deve regir e castigar e mandar e cotes vuestros fijos tengades esta nuestra escriptura para la estudiar e mirar en ella como en espejo. E señor, por conplir vuestro serviçio e mandado fizose esta escriptura breve que vos agora dexamos (71, 1-18). 
La escena no puede parecer más clara: Fernando III es el promotor de la reunión en las que espera consejos espirituales de manera extensa y oral, pero que luego son recogidos por escrito con la caracterización de explicarlos de manera breve, que es uno de los rasgos peculiares del género, acompañado de un estilo oscuro, no llano…
Si el prólogo tenía una imprecisión histórica, el epílogo no será así. En este apartado, narra con exactitud a lo que tiene que hacer frente Alfonso tras subir al trono en 1252. Un momento de incertidumbre, dónde la nobleza se ha alzado contra él y necesita buscar soluciones, por ello reúne al consejo de doce sabios que han construido la ideología del pensamiento de su padre para hacer frente a la situación. 
De esta manera, parece un libro comenzado en la época de Fernando III y que es retomado años más tarde por su hijo, pero que no tendría nada de particular, dada su condición de “obra abierta” con que estos tratados son recogidos. 

## Contenido y capitulación
En el proceso de transmisión, es frecuente que colaboren copistas en el original, afectando a la organización formal de la obra, tanto en capítulos, rótulos, títulos… es decir, todo aquello a lo que afecte la capitulación. 
Cuánto más lejos se encuentre el original de su tiempo, es raro que haya sido alterado. Con esta obra es claro y es fácilmente observable que de los capítulos XXI al LXV, muchos de ellos no llegan a las cuatro líneas. No es difícil saber que esta parte forma parte de un copista que dividía el texto dependiendo de los imperativos en segunda persona que hacían referencia a Alfonso. Lo más probable es que los consejos que el rey recibe, no estén ordenados de la misma forma que en el original. En cambio, en la primera parte, no ocurre lo mismo debido a que se asemeja a las líneas enunciadas al final del prólogo. 
En la obra se afirma que consta de dos partes: en la primera, se contraponen la “lealtad” con la “codicia” como cualidades generales que todo hombre debe poseer, premiando a los que muestran lealtad y castigando a los que manifiestan codicia; y, en la segunda se definen las pautas que tiene que llevar a cabo el rey, donde se alternan ideas opuestas.        
En estas doce fórmulas se sintetiza todo el pensamiento alfonsí, en una red de ideas, complementadas de dos en dos, hasta alcanzar esa unidad de “ciencias” y de “caballería” para así hacerse con la nobleza. Alfonso recrea el espíritu de su padre y se envuelve con él. Los 45 consejos se dividen en cinco partes en las que se distribuyen los comportamientos del rey. 
A)   Descripción de la corte (capítulos 21 al 25) como marco que asegura la justicia y el saber, desecha la codicia y ama la lealtad. 
B)   Regimiento militar (capítulos 26 al 35) vinculado a una experiencia real que remite a la figura del rey como “señor conquistador” que sabe ordenar los fechos, abastecer a sus tropas, elegir a sus hombres, conocer a los enemigos, entrar con poder en los otros reinos…
C)   Regimiento de paz (capítulos 36 al 45) en el que se pone especial empeño en que el rey sepa tratar a sus súbditos, no despreciando a los simples, honrando a los buenos, evitando impartir justicia desde la saña…
D)   Regimiento religioso (capítulos 46 al 52) que le permitirá al rey no cometer maldades, dolerse de los tristes, no temer a la muerte…
E)    Regimiento político (capítulos 53 al 65) en donde ya caben los consejos económicos, junto a una serie de principios que le van a permitir al rey mantener su autoridad y enfrentarse con firmeza antes los nobles cuya conducta soberbia exija una rápida y reparadora venganza, movida siempre desde la cautela, que le permitirá no apoderar a esos nobles de fortalezas.

## Conservación
Gracias a una buena conservación de este libro ha podido llegar a nuestro día. En 1975, un escritor extranjero llamado John K. Walsh decidió publicar la única edición fiable y con estudio riguroso realizado de esta misma a lo largo de los siglos. Walsh inicia este extenso estudio sobre esta obra sorprendiéndose al ver la poca atención que se le hadado, y más tratándose de una de las primeras obras originales en prosa de la literatura castellana que inicia la serie de tratados para ser un buen gobernador.
Walsh supone que el libro se escribe en las fechas ya datadas en el apartado de autoría, que el libro fue escrito hacia 1237, y que hacia 1255 se le añade el epílogo. Decimos que lo supone debido a que no se conservan ninguno de estos textos originales.
A la escasa investigación de esta obra debemos de añadirle el hecho de que no todos los investigadores estaban de acuerdo con el factor de separar las dos bases literarias y filosóficas impuestas, que fueron: la oriental y la cristiana. 
También podemos tratar como una curiosidad como Walsh escribe el título de esta obra con una zeta arcaica y anacrónica, siendo así que tal rótulo es moderno y lo acuñó en esa forma precisa, como hemos dicho Amador de los Ríos en 1863, aunque sin zeta. Al hispanista norteamericano o a alguno de sus editores, les puede parecer más misterioso o científico, dándole un cierto aroma antiguo. 
De una manera u otra, gracias a don Modesto Lafuente y su Historia de España se hizo por primera vez verdaderamente asequible la lectura de una buena parte del texto.

## Transmisión
Lo único que se puede saber con certeza de esta obra es que, después de 1255, Alfonso construye una obra en la que figura como receptor de una sabiduría que emana del pensamiento político de su padre. 
El libro de los Doze sabios es un tratado sapiencial en el que se figuran los nombres de dos reyes emblemáticos – uno por su santidad y otro por su sabiduría – circunstancia que permite una notable difusión del mismo no sólo en los siglos medios, sino ya en el siglo XVI, puesto que en 1502 es dada a la estampa, en Valladolid por Diego de Gumiel con el título de Tratado de la nobleza y lealtad. Compuesto por oce sabios: por mandado del muy noble rey don Fernando que ganó Sevilla; a diez años de la unidad peninsular, y en un momento de máxima exaltación religiosa, no venía mal recuperar aquella junta que Fernando III, el rey conquistador por excelencia, mantuvo con unos sabios para aprender a regir sus reinos